# Elatostema ficoides
Elatostema ficoides es una especie de planta del género Elatostema, perteneciente a la familia Urticaceae.

## Taxonomía
Elatostema ficoides fue descrita por Hugh Algernon Weddell en 1856.

## Distribución
Se encuentra en el territorio del Himalaya hasta el sur de China.